# Beneventaans schrift

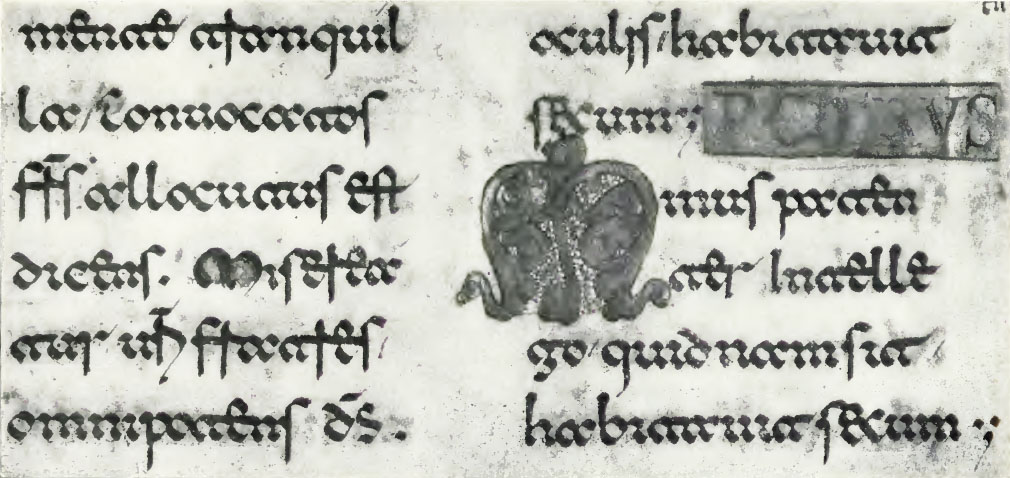
Beneventaans schrift, 1058-1087, Ms. Vatic. Lat. 1202
uit E.A. Lowe, Scriptura Beneventana

Het Beneventaanse schrift is een middeleeuws schrift dat genoemd is naar het hertogdom Benevento in Zuid-Italië. Het schrift werd gebruikt van de 8e tot de 12e eeuw in het zuiden van Italië en in de regio Dalmatië, waar nu Kroatië ligt.

## Historie
Het Beneventaanse schrift ontstond zoals de andere regionale schriften van de pre-Karolingische periode uit de Romeinse minuskelcursief. In tegenstelling met het Merovingisch schrift en het Visigotisch schrift werd het Beneventaans schrift niet vervangen door de Karolingische minuskel op het einde van de 8e eeuw, maar kende het zijn eigen ontwikkeling. De vroege Franse minuskel en de vroege Italiaanse minuskel ontwikkelden zich ongeveer tegelijkertijd uit hetzelfde basis schrift en waren aanvankelijk dan ook zeer vergelijkbaar. Lowe gaat er zelfs van uit dat het schrift waarschijnlijk op voorbeelden uit Frankrijk en Noord-Italië gebaseerd was, omdat die schriften al de cursieve elementen hadden toen er eigenlijk omwille van de politieke situatie (zie hertogdom Benevento) nog geen sprake kon zijn van een Beneventaans schrift. Hij concludeert dat het Beneventaans eigenlijk niets anders is dan een voortzetting in Zuid-Italië van de traditionele Italiaanse school, op het ogenblik dat die in Noord-Italië werd vervangen door de Karolingische Minuskel.
De oudste gekende, gedateerde handschriften uit Zuid-Italië dateren van het einde van de 8e eeuw, het jongste gedateerde handschrift is uit 1295. Het waarschijnlijk oudste exemplaar, dat echter niet gedateerd is, wordt bewaard in de Abdij van Monte Cassino.
Door de onafhankelijkheid van het hertogdom Benevento van het Karolingische rijk, kon het schrift zich in Zuid-Italië verder ontwikkelen. Na zijn ontstaan in de 8e eeuw had het zijn vaste vorm bereikt bij het begin van de 10e eeuw. Het schrift stond op zijn hoogtepunt omstreeks het midden van de 11e eeuw en blijft in gebruik als het voornaamste boekschrift tot het begin van de 12e eeuw. Daarna ging het stilaan achteruit, na de 13e eeuw lijkt het schrift niet meer gebruikt te zijn, maar al bij al is het Beneventaanse schrift, de primus inter pares van de regionale schriften alleszins wat de levensduur betreft. Uit latere studie blijk dat het schrift in Napels nog gebruikt werd in de zestiende eeuw

## Verspreiding
Algemeen kan men zeggen dat de regio waarin het Beneventaanse schrift gebruikt werd, de zuidelijke helft van het Italiaanse schiereiland was, onder de lijn van Rome, Velletri, Subiaco, Farfa en Spoleto, met uitzondering van de Griekse vestigingen in dat gebied. De belangrijke plaatsen in de Beneventaanse regio waren: de abdij van Monte Cassino bij Napels, de abdij van Cava bij Salerno, Benevento, Capua, Napels en Bari. Verder waren er ook nog een aantal plaatsen aan de Dalmatische kust, van Osor tot Dubrovnik, waar het Beneventaanse schrift gebruikt werd.
Het schrift van Bari, was een rondere versie van het Beneventaans, die gebruikt werd in een groot deel van Apulië en aan de Dalmatische kust. Zijn rondere aspect kreeg het door het kleinere verschil in dikte van de stroken en door het gebruik van kortere staarten en stokken. Belangrijke centra in Dalmatië waren, Split, Dubrovnik, Trogir en Zadar. De verspreiding van het Beneventaanse schrift in Dalmatië was waarschijnlijk mee te danken aan de stichting van Benedictijner abdijen die gepatroneerd werden door monniken van Monte Cassino. Dit was onder meer het geval met de abdij van Sint Chrysogonus in Zadar, waar Madius van Monte Cassino abt werd. Monte Cassino had ook priorijen bij Split en Dubrovnik.

## Naamgeving
Het Beneventaans werd voor Lowe heel vaak Lombardisch schrift genoemd en dit al sinds eeuwen. Deze benaming werd gebruikt om het lokale schrift te onderscheiden van de scriptura francisca, het Frankische schrift. De Italiaanse humanisten gebruikten graag de naam Lombardisch omdat die voor hen verwees naar de barbaren en de duistere middeleeuwen waarvan zij zich wilden distantiëren. Poggio Bracciolini (1380-1459) was een van de eersten om de term te gebruiken. Ook Jean Mabillon, de grondlegger van de oorkondeleer en paleografie., noemde het schrift zo in zijn De re diplomatica. Mabillon poneerde de theorie dat het schrift ontstaan was uit een origineel schrift dat de Longobarden hadden meegebracht en dat het Romeinse schrift verving, theorie waar generaties van paleologen hebben over geredetwist, maar die ondertussen compleet achterhaald is. Een van de vroege tegenstanders van deze hypothese was Maffei die in zijn Istoria Diplomatica, gepubliceerd in Mantua in 1727, stelde dat alle regionale schriften afstamden van het Romeinse schrift. In 1757 bevestigen Tassin en Toustain in hun Nouveau traité de diplomatique dat: “L’écriture apellé lombarde n’est donc point de l’invention de ces barbares.”, maar men blijft de naam gebruiken. Lowe maakt er zich in 1914 nog steeds behoorlijk druk over dat men de naam gebruikt voor manuscripten geschreven in het Visigotisch, het Insulair, het Luxeuil schrift, een Corbie type, pre-Karolingisch uit noord en Zuid-Italië, het schrift van Sankt Gallen en het schrift van Reichenau, en zelfs in de Karolingische minuskel.
Het is Gaetano Marini, de auteur van I Papiri Diplomatici, die in 1805 als eerste de naam littera beneventana gebruikte, om het schrift aan te duiden dat in het verleden in gebruik was in het hertogdom Benevento gedurende een aantal eeuwen.

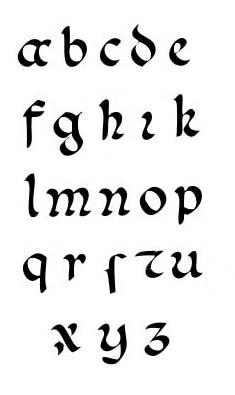
Voorbeeld van Beneventaans lettertype.

## Lettervorm
Het Beneventaanse schrift, in zijn beste periode, is zeer regelmatig, het lijkt soms gedrukt, dankzij de perfecte aflijning en spatiëring van de letters en de woorden. De brede stroken die gebruikt worden voor het lichaam van de letters hellen naar links, ze zijn parallel met elkaar en ze zijn ruitvormig. De staarten zijn onderaan afgeschuind. Het is een kalligrafisch schrift. Voor een omstandige beschrijving van dit schrift, met alfabet en voorbeelden zie de externe referenties “Medieval writing” en "Fonts for Latin Paleography".
Ook in het Beneventaans schrift worden aanvankelijk weinig abbreviaturen gebruikt op de nomina sacra na, maar gaandeweg neemt het aantal abbreviaturen sterk toe. Het type van afkortingen dat men gebruikt is tijdsgebonden en laat toe van handschriften te dateren. Ligaturen werden in het Beneventaanse schrift veel meer gebruikt dan in de andere regionale schriften, ze maakten deel uit van het alfabet dat de scribent ter beschikking stond.

## Enkele werken in het Beneventaans
- Epistolae Pauli, deel I - 9e eeuw, deel 2 - 10 e eeuw, BnF Latin 335[15]
- Varia grammatica, Kalendarium, Tabulae paschales, 779-797, Bnf Latin 7530[15]
- Een omstandige lijst van handschriften kan men vinden bij A.E. Lowe pp, 334-370.